# Tomás de Barros
Tomás de Barros (1892 - Nevogilde, 1948) foi um professor, escritor, jornalista, autarca e dirigente associativo português.

## Biografia
Diplomado pela Escola Normal de Coimbra em 1919, exerceu a profissão de professor do ensino básico em Boim, Sousela, Louredo e Beire.
Foi autor de inúmeras obras didáticas, director das publicações "Jornal de Lousada" e "Educação Nacional", presidente da Junta de Freguesia de Nevogilde e presidente do Futebol Clube Lagoense.

## Obras
- 16 pontos para admissão aos liceus e escolas técnicas de harmonia com os novos programas
- Atlas de geografia com instruções corográficas, astronómicas e cosmográficas : ensino primário e admissão aos liceus
- Atlas de Geografia ensino primário e admissão aos liceus
- Atlas de geografia ensino primário elementar
- Atlas mudo de geografia
- Atlas mudo de geografia admissão aos liceus
- Caderno de redacção 2ª classe
- Caderno de redacção e gramática 3ª classe
- Caderno de redacção e gramática 4ª classe
- Caderno de redacção e gramática para a 4ª classe e admissão ao liceu
- Ciências geográfico-naturais 3ª classe
- Ciências geográfico-naturais para a 4ª classe
- Ciências naturais
- Ciências naturais para o ensino primário
- Ciências naturais Para o Ensino Primário, segundo os actuais programas, contendo e un apêndice com noções gerais de física
- Ciências naturais para o ensino primário segundo os actuais programas contendo quadros sinópticos, recapitulação em questionário e um apêndice com noções gerais de Física
- Dezasseis pontos para admissão aos liceus e escolas técnicas
- Exame de admissão aos liceus
- Exames de admissão aos liceus e às escolas técnicas: colecção de 12 pontos - modelos de harmonia com as disposições oficiais : nº 1-12
- Exames de admissão aos liceus pontos nºs 1 a 20
- Exercicios de redacção para a 2ª classe: ensino primário elementar
- Exercícios de redacção para a 3ª classe: ensino primário elementar
- Exercicios de redacção para a 4a classe
- Exercícios de redacção para a 4ª classe e exames de admissão ao liceu - ensino primário elementar
- Exercícios de redacção para a 4ª classe e exames de admissão aos liceus
- Exercícios e problemas de aritmética 1ª e 2ª classe
- Exercícios e problemas de aritmética 2ª classe
- Exercícios e problemas de aritmética e de geometria para a 3ª classe
- Exercicios e problemas de aritmética e de geometria para a 4ª classe e exames de admissão ao liceu
- Exercícios e problemas de aritmética e geometria 3ª e 4ª classes
- Exercícios e problemas de aritmética e geometria 4ª classe
- Exercícios e problemas de aritmética e geometria para a 3ª classe
- Exercícios e problemas de aritmética e geometria para a 4ª classe e admissão aos liceus - ensino primário elementar
- Exercícios e problemas de aritmética e geometria para a 4ª classe e admissão aos liceus : livro do aluno
- Exercicios e Problemas de Aritmética, sistema-metrico e geometria para a 3a. classe: Ensino Primário Elementar
- Exercícios e problemas de aritmética, sistema métrico e geometria para a 4a classe e exames de admissão aos Liceus lições de aritmética
- Gramática portuguesa
- Gramática portuguesa aprendida pela língua para o ensino primário elementar
- História de Portugal para a 4ª classe do ensino primário e admissão aos liceus
- Lições de aritmética 1ª e 2ª classe exercícios e problemas
- Lições de aritmética: caderno de exercícios e problemas para a 1ª e 2ª classes : ensino primário elementar
- Lições de aritmética: caderno de exercícios e problemas para a 3ª classe
- Lições de aritmética: cadernos de exercícios e problemas para a 1ª e 2ª classes : ensino primário elementar
- Lições de aritmética: exercícios e problemas de aritmética, sistema métrico e geometria para a 3ª classe : ensino primário elementar
- Lições de aritmética: exercícios e problemas de aritmética, sistema métrico e geometria para a 4ª classe e exames de admissão aos liceus : ensino primário elementar
- Lições de aritmética para a 3ª classe ensino primário elementar
- Lições de aritmética para a 4ª classe
- Lições de aritmética para a 4ª classe e exames de admissão aos liceus ensino primário elementar
- Lições de aritmética para a 4ª classe ensino primário elementar
- Pontos - exames de admissão aos liceus
- Problemas de aritmética e geometria para a 4ª classe e admissão aos liceus
- Rudimentos de gramática portuguesa
- Rudimentos de gramática portuguesa com exercícios graduados para todas as classes do ensino primário e admissão aos liceus
- Rudimentos de gramática portuguesa ensino primário elementar
- Sumário de história de Portugal com narrativa dos factos principais, iconografia dos chefes de estado, recapitulação em questionário, para a 4ª classe do ensino primário e admissão aos liceus